# Sum 41
 (février 2025).
- Si vous ne connaissez pas le sujet, laissez ce bandeau (vous pouvez alors contacter les auteurs).
- Si vous supprimez le contenu mis en cause (vous pouvez préalablement contacter les auteurs),

argumentez précisément cette suppression dans la page de discussion
(un manque de référence n'est pas un argument ; une recherche réelle de référence doit avoir été effectuée, être formellement documentée).
Sum 41 est un groupe canadien de rock alternatif, originaire d'Ajax, dans la province d'Ontario. Formé en 1996, le groupe se caractérise par un style trempé dans le heavy metal et la pop punk sur plusieurs chansons, notamment sur les albums Screaming Bloody Murder, Chuck et Does This Look Infected?. Il fut composé du chanteur et guitariste Deryck Whibley, du bassiste Jason McCaslin, des guitaristes Tom Thacker et Dave Baksh et de Frank Zummo à la batterie.
En mai 2023, le groupe annonce sur ses réseaux sociaux qu'il se dissoudra après une dernière tournée mondiale prévue l'année suivante.

## Biographie

### Origines (1996–1999)
Le groupe est formé le 31 juillet 1996 à Ajax en Ontario, le 41e jour de l'été ; c'est de là que vient leur nom Sum 41, Sum étant en anglais le diminutif du mot summer signifiant "été". Composé initialement de Deryck Whibley (guitare et chant) et Steve Jocz (batterie), le groupe est complété par le recrutement de Marc Costanzo à qui succède Dave Baksh (guitare), et de Jason McCaslin (basse). Les membres du groupe sont alors âgés en moyenne de 16 ans et s'attachent d'un pseudo : Bizzy.D (Deryck), Stevo 32 (Steve), Dave Brownsound (Dave) et Cone (Jason). Le groupe surfe sur la vague pop punk de l'époque et après plusieurs spectacles et premières parties de concert dont Blink-182, ils signent en 1999 avec le label canadien Aquarius pour le Canada, et Island Records pour les États-Unis. Universal est alors chargé de la distribution.

### Débuts (2000–2002)
Sum 41 sort son premier album Half Hour of Power en juin 2000. Il se vend peu, mais leur donne l'occasion d'effectuer une tournée aux États-Unis. En effet, le groupe assure la première partie de groupes connus : Blink-182 et The Offspring, entre autres. Après plusieurs mois sur la route et une notoriété qui ne fait qu'augmenter, ils retournent en studio avec le producteur Jerry Finn afin d'enregistrer All Killer, No Filler sorti en mai 2001. Cet album les propulse au sommet (notamment grâce aux titres In Too Deep et Fat Lip) et, à l'issue d'une grosse tournée suivant la sortie de l'album, 3 millions d'exemplaires de All Killer, No Filler sont vendus en une dizaine de mois. Sur cet album figure le titre Pain for Pleasure, titre hommage aux groupes de heavy metal, tels Iron Maiden et Judas Priest. Sur ce titre, Stevo32 et Bizzy.D échangent leur place respective (Bizzy passe donc à la batterie, et Stevo au chant). C'est sur ce titre que le groupe a l'habitude de finir ses concerts.
En avril 2002 sort un DVD intitulé Introduction to Destruction. Il est composé du concert de Sum 41 à Londres, de vidéos de leur tournée, de clips ainsi que de vidéos de leur début, grâce auxquelles ils se sont fait connaître des maisons de disques (DVD qui va leur valoir une poursuite judiciaire de cinq millions de dollars US : un spectateur de match de baseball porte plainte. Ce dernier avait reçu un hot-dog lancé par les membres de Sum 41. La scène avait été filmée et placée sur le DVD sans son accord). Le groupe signe par la suite le titre What We're All About sur la bande originale du film Spider-Man sorti en salle en juin 2002. Ce titre est une version retravaillée du morceau Dave's Possessed Hair/It's What We're All About présent sur l'EP Half Hour of Power, pour lequel ils avaient eu recours à l'époque à un professeur de rap new-yorkais.

### Révélation (2003–2004)

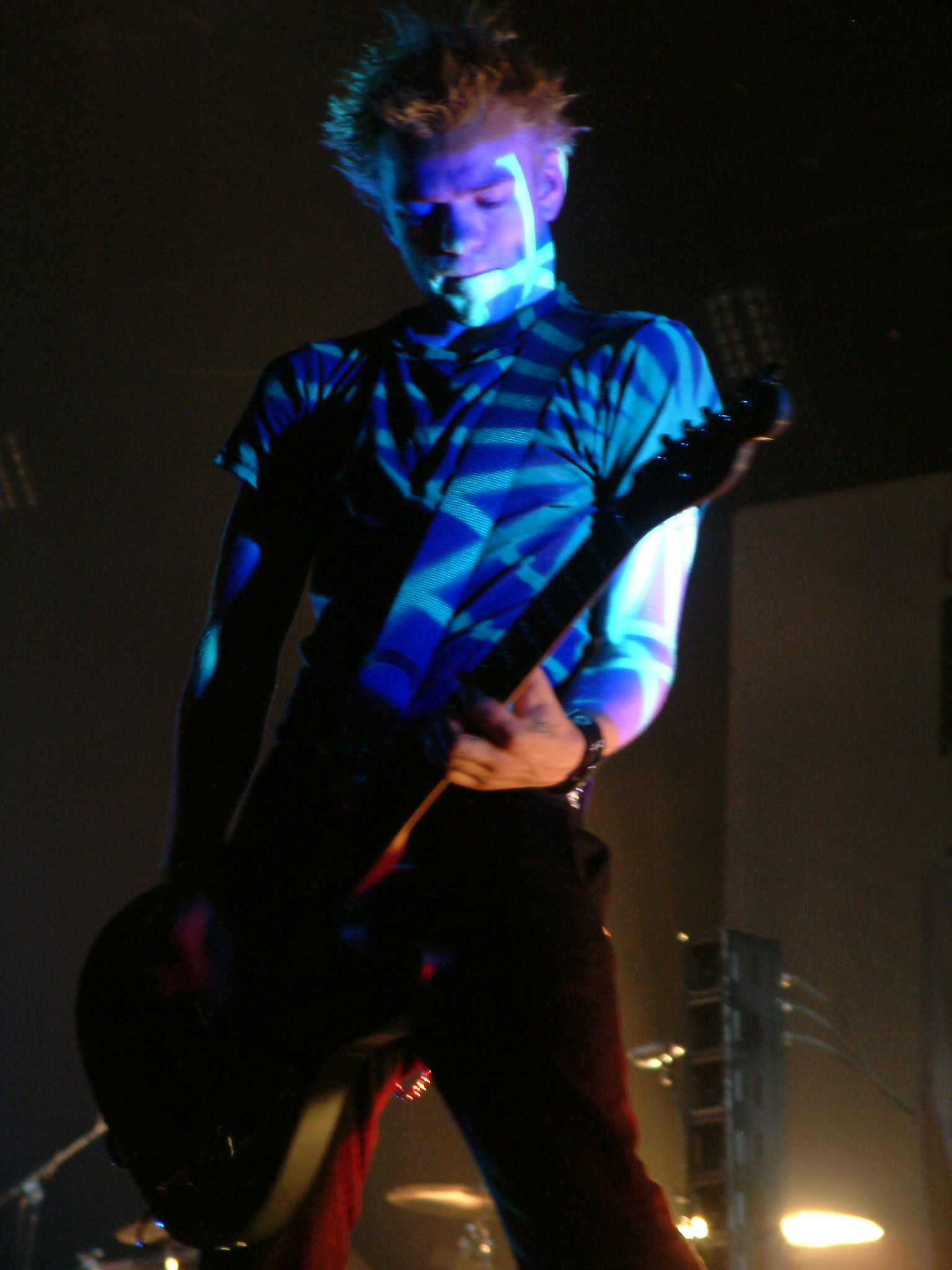
Deryck Whibley au Bluesfest d'Ottawa en 2003.

Sum 41 fait paraître l'album Does This Look Infected? en novembre 2002 (avec le retour du producteur Greig Nori), un album qui contient des chansons rock telles que Still Waiting (dont le clip parodie un titre du groupe The Strokes), et The Hell Song, ainsi qu'une partie vidéo. Une tournée mondiale est programmée et le succès est encore une fois au rendez-vous.
En octobre 2004, Sum 41 sort l’album Chuck, toujours produit par Greig Nori. Le titre du CD est un hommage à Chuck Pelletier, un casque bleu de l'ONU qui leur sauva la vie lors de leur voyage au Congo, où ils étaient présents pour tourner un documentaire sur la vie des enfants victimes de la guerre pour l'organisation canadienne War Child. Sum 41 dénonce dans ce nouvel album les agissements de la société de consommation et des États-Unis. Les titres alternent entre plusieurs styles du tube We're All to Blame à la ballade Slipping Away (avec piano et violoncelle) en passant par le hit metal The Bitter End (hommage à Metallica).

### Consécration et départ de Dave Baksh  (2005–2007)
C'est en décembre 2005 que parait au Japon le premier album live du groupe, Happy Live Surprise, enregistré à London, au Canada. Cet album est de nouveau sorti le 7 mars 2006 mais cette fois-ci sur le sol canadien et américain, dans une autre version, sous le nom de Go Chuck Yourself sous le label EMI Music Canada et Aquarius sans le DVD bonus.
En 2006, le film et documentaire Punk's Not Dead, qui retrace l'histoire de la scène punk de 1976 à aujourd'hui, sort sur les écrans et en DVD, et Sum 41 y apparait aux côtés de grands groupes de la scène comme NOFX, Bad Religion, Anti-Flag ou encore Green Day. Le 25 avril 2006, l'Alliance canadienne des créateurs de musique dont le groupe est membre dénonce l'attitude des majors qui devraient parler en leur nom, et non en celui des artistes qui ne partagent pas les mêmes points de vue vis-à-vis d'internet et du piratage. Ils se regroupent autour de trois concepts clés : « poursuivre nos fans est destructeur et hypocrite : « Les maisons de disques ont agi de la sorte contre leur gré, et les lois autorisant les poursuites de ce genre ne se justifient pas au nom des artistes. » ; « les verrous numériques (DRM) sont dangereux et contreproductifs : « Les artistes s'opposent à l'utilisation des serrures numériques afin d'augmenter le contrôle exercé par les maisons d'enregistrement sur la diffusion, l'utilisation et la jouissance de la musique et aux lois pour le contournement des mesures technologiques de ce genre. Les consommateurs devraient avoir le droit de transférer la musique qu'ils achètent sur un autre support et d'en faire une utilisation raisonnable sans avoir à payer deux fois le prix. » ; « la politique culturelle devrait aider les artistes effectivement canadiens : « La grande majorité de la nouvelle musique canadienne n'est pas promue par les principales maisons d'édition qui accordent leur attention en priorité aux artistes étrangers. Le gouvernement devrait avoir recours à d'autres stratégies politiques pour assurer son appui aux artistes canadiens actuels et favoriser l'épanouissement de la scène musicale et culturelle. »
Dave Baksh quitte officiellement le groupe de manière amicale, et monte son propre groupe Brown Brigade. Il explique qu'il ne pouvait pas exprimer toute sa créativité au sein de Sum 41. Le groupe tourne par la suite à trois membres, plus un guitariste de session pour les lives et les prestations TV. Le 15 juillet 2006, Deryck Whibley se marie avec Avril Lavigne, de laquelle il a depuis divorcé. Le mariage se déroule à Montecito, à deux heures de Los Angeles. Leur relation remonte alors à 2004. Le 31 juillet 2006, le groupe fête ses 10 ans d'existence.
Début 2007, Deryck Whibley déclare : « Après le départ de Dave, on ne s'est retrouvé que tous les trois, Steve, Cone et moi. Curieusement, je nous ai senti plus fort que jamais. C'est pour ça qu'on a décidé de faire un nouvel album. » Le groupe s'est donc recentré sur de nouvelles priorités : « Nous avions besoin de redevenir un groupe. Parce qu'honnêtement, depuis All Killer No Filler, nous n'étions pas un groupe, mais une machine. » Le 7 juillet 2007, le groupe se produit en France, lors du festival Solidays, devant plus de 40 000 personnes. Ce concert fut le dernier donné par le groupe avant la sortie de leur prochain album.

### Renouveau (2007–2009)

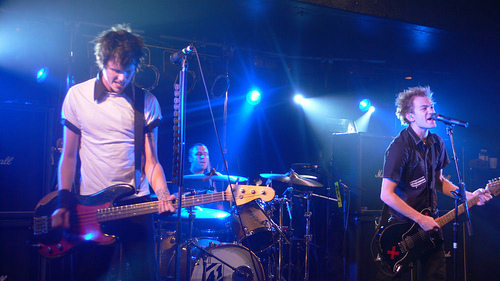
Sum 41 au Club Oxygen, le 7 mars 2008.

Leur 5e album, Underclass Hero, sort le 24 juillet 2007 aux États-Unis, et la veille en France. Trois singles sont extraits de cet album : Underclass Hero, Walking Disaster et With Me. Au cours de l'année 2008, le Underclass Hero Tour remplit les salles du Canada, des États-Unis et du Japon. Le 26 novembre 2008, le premier best-of du groupe sort exclusivement au Japon. Il se nomme 8 Years of Blood, Sake, and Tears: The Best of Sum 41. D'après le groupe, un morceau live de The Hell Song et un autre de Motivation ainsi qu'un DVD bonus et un morceau inédit Always sont inclus. Ce dernier est d'ailleurs le single extrait du best-of. Il est sorti exclusivement au Japon le 9 décembre 2008. Leur titre With Me apparaît aussi à l'épisode 7 de la saison 1 de la série Gossip Girl.

### Du best-of àScreaming Bloody Murder(2010–2012)

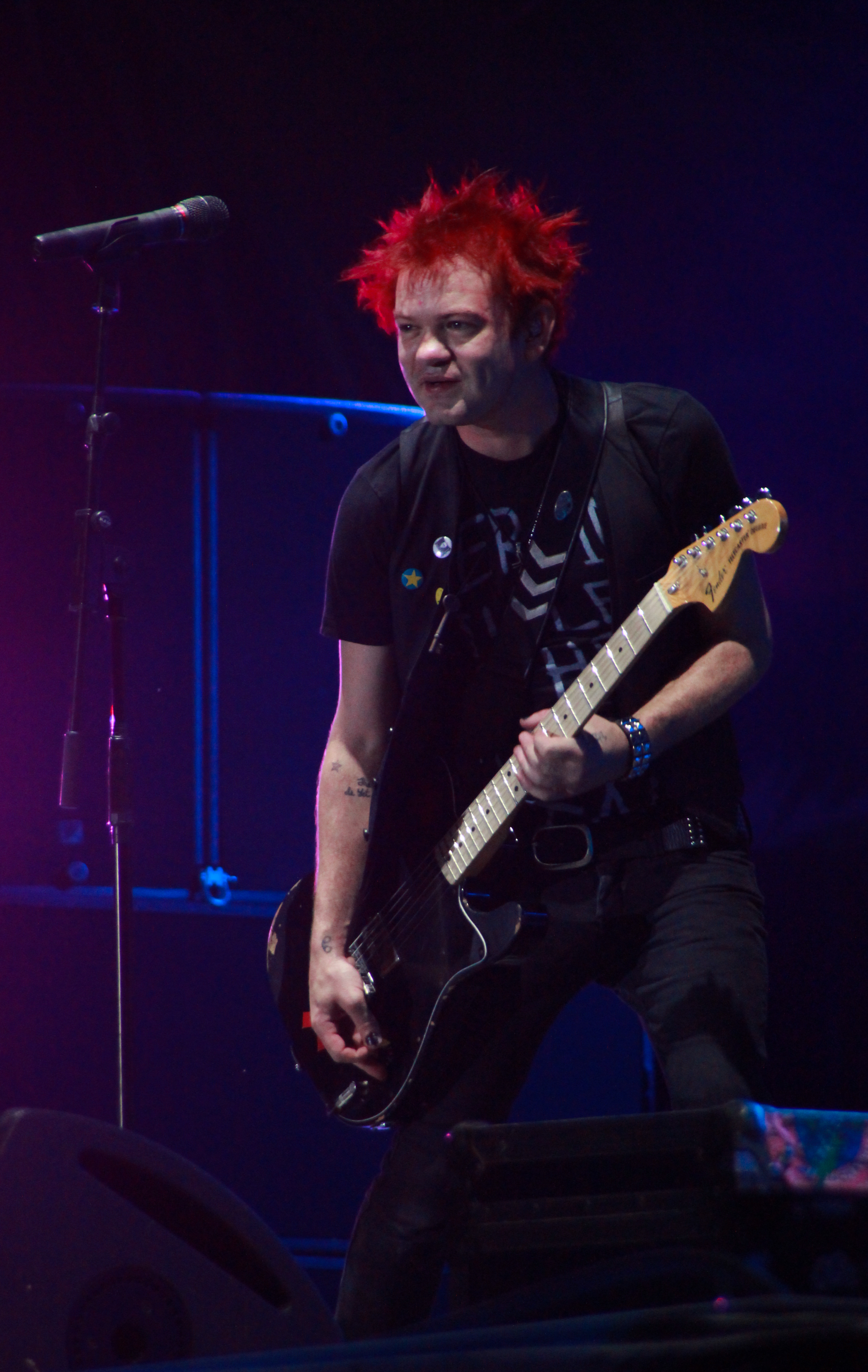
Deryck Whibley en 2012.

Le best-of a finalement droit à une sortie mondiale. En revanche, la pochette et le titre sont différents. Cette autre version du best-of s'intitule All the Good Shit et est sortie le 17 mars 2009. Pendant l'été 2009, Deryck annonce que le producteur du 6e album de Sum 41 est Gil Norton, et que l'album s'appellerait Screaming Bloody Murder. On[Qui ?] apprend à la fin de l'année 2009 que cet album est finalement produit par Deryck Whibley, comme c'était le cas sur l'album précédent, Underclass Hero.
Par ailleurs, le guitariste de tournée Tom Thacker, qui remplaçait Dave Baksh depuis la tournée Underclass Hero, devient un membre officiel du groupe. Cette nouvelle a été confirmée par Deryck Whibley le 29 juin 2009.
L'enregistrement commence le 18 janvier 2010. Celui-ci terminé, Sum 41 part sur les routes pour une tournée européenne au printemps 2010 puis s'envole aux États-Unis pour jouer l'intégralité du Warped Tour. Un premier titre est disponible sur le net le 7 juillet 2010 : Skumfuk. Après une prestation enflammée à la Maroquinerie de Paris le 2 septembre 2010 et 3 dates en France dans le cadre de la tournée Eastpak Antidote Tour, le groupe revient pour un concert au Zénith de Paris le 5 février 2011. Pendant cet évènement, il est annoncé que le groupe était parti pour une tournée de 41 concerts qui avait commencé au concert de la Maroquinerie et qui finira à Paris, en France. Le 14 janvier 2011, la radio 89X FM propose en avant-première mondiale l'écoute du single Screaming Bloody Murder. Le 25 mars de la même année, le site officiel du groupe dévoile l'intégralité des morceaux présents sur l'album qui sort quatre jours plus tard.

### Changements de membres (2012–2015)
Le 26 novembre 2012, Whibley annonce que le groupe commencera à travailler sur un nouvel album. En 2013, Sum 41 continue la tournée DTI en Amérique du Nord jusqu'à début février avant de continuer la tournée dans le reste du monde Le 18 avril 2013, Stevo annonce qu'il quitte le groupe sur le compte officiel Facebook sans que des raisons particulières ne soient données.
Le 18 mai 2014, on apprend que Deryck Whibley a des problèmes d'alcool et qu'il se fait hospitaliser à la suite de cela.
En juillet 2015, Frank Zummo le batteur de Street Drum Corps et Happiness Machine est recruté au sein du groupe. Ce même mois Dave Baksh, l'ancien guitariste qui avait quitté le groupe en 2006, est de retour sur scène pour un concert. Ce dernier a annoncé son retour permanent au sein du groupe. Ce qui fait que le groupe tournera à 5 membres, Tom Thacker décidant de rester malgré le retour du guitariste qu'il avait remplacé.

### 13 Voices(2015–2018)
Le 26 décembre 2015, le groupe sort deux nouveaux extraits de chansons sur leur compte Instagram. Sum 41 joue au Warped Tour 2016.
Le 11 mai 2016, le groupe annonce avoir signé avec le label Hopeless Records. Le 28 juin 2016 sort le premier single ainsi que le clip Fake My Own Death. Le 25 août sort la chanson et clip War. Le 7 octobre de la même année sort leur 7e album 13 Voices. Le dernier single de l'album Goddamn I'm Dead Again sort le 3 mai 2017.

### Order in Decline(2019–2020)
Le 23 avril 2019, le groupe annonce via Instagram la sortie du single Out for Blood pour le lendemain. Le lendemain, sort le clip vidéo et Sum 41 annonce que le prochain album s'intitulera Order in Decline et sortira le 19 juillet 2019. Le 11 juin 2019, sort le deuxième single ainsi que le clip vidéo de A Death in the Family. Le 18 juin, le groupe sort le troisième single avec le clip intitulé Never There. Le 17 janvier 2020, le groupe aurait dû jouer au Zénith de Paris, lors d'une tournée européenne. Il a bien joué le 16 Janvier mais le concert du lendemain a été annulé suite à l’explosion d’un pétard agricole près de leur loge, en pleine crise des gilets jaunes

### Heaven :x: Hell(depuis 2021)
En mars 2022, le groupe annonce qu'il prépare un nouvel album intitulé Heaven :x: Hell, soit un double album avec la partie « Heaven » pour un son pop rock, pop punk comme à leur début et la partie « Hell » dans la continuité musicale des deux précédents albums.

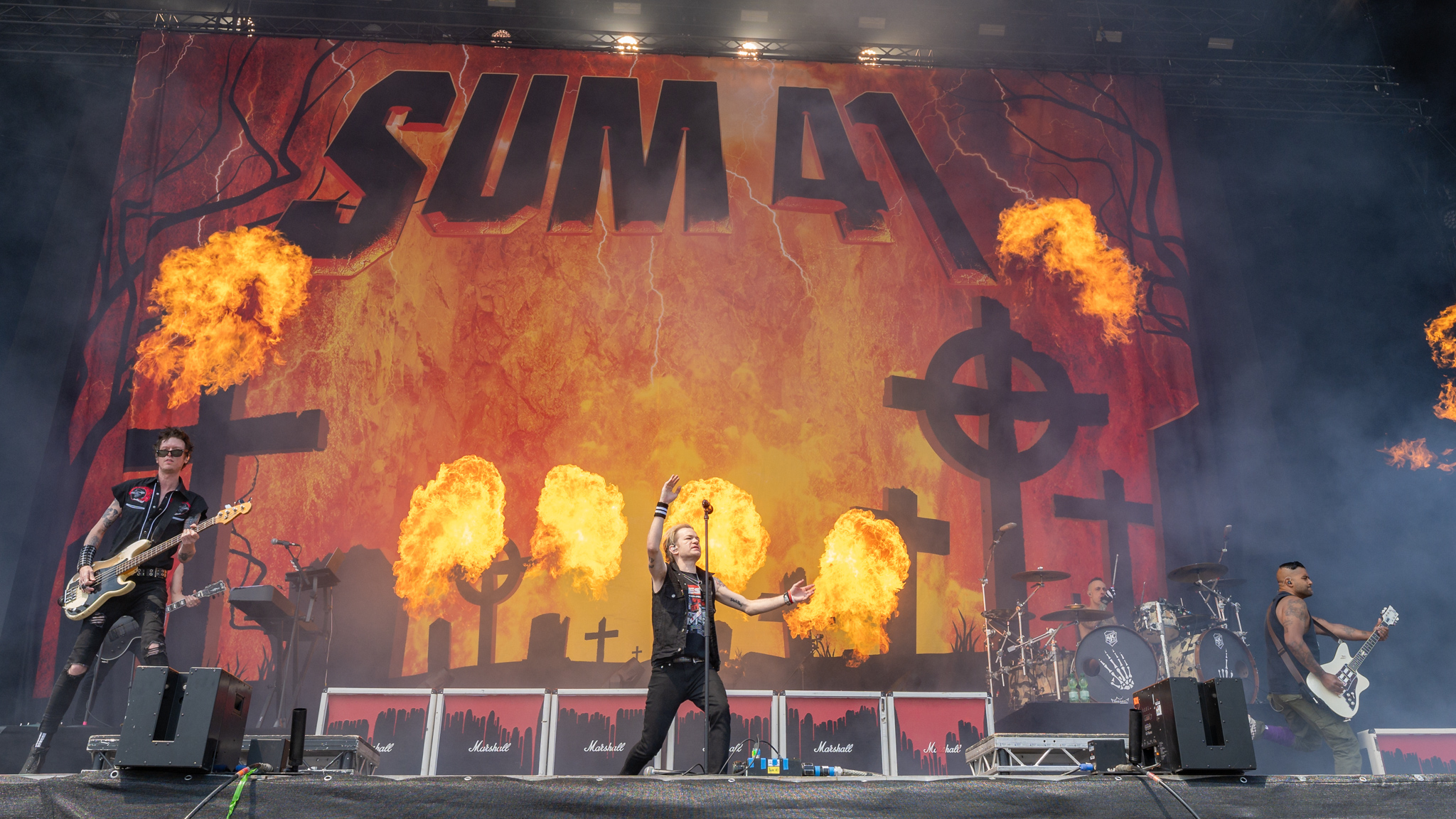
Sum 41 au festival Rock Am Ring en 2023 lors de leur dernière tournée.

Le 8 mai 2023, Sum 41 annonce que le groupe est sur le point de se dissoudre, le prochain album sera donc le dernier de sa carrière[source secondaire souhaitée]. Il prévoit également un Final World Tour,,, qui se clora le 30 janvier 2025 au Scotiabank Arena de Toronto avant de faire une apparition à Vancouver le 30 mars pour les Juno Awards.

## Collaborations
Sum 41 a déjà collaboré à plusieurs reprises avec des grands noms du rock et du rap. Le groupe apparaît dans l'album d'Iggy Pop Skull Ring pour un duo sur Little Know it All. Ils apparaissent également sur le single du rappeur Ludacris : Number One Spot avec le remix rock du titre Get Back (titre qui fut enregistré après la superbe prestation au Saturday Night Live diffusé sur MTV le 22 janvier 2005). Ludacris explique : « Nous avions prévu de travailler ensemble sur un projet, il y a trois ou quatre ans, pour la bande originale du film Spider-Man, mais nous n’avions pas pu planifier de rencontre ». Deryck Whibley, le leader de Sum 41, avait déclaré : « Quand nous avons appris cette opportunité qu’il nous offrait, nous avons répondu oui sans hésiter »[réf. nécessaire].
Deryck Whibley est l'un des guitaristes de l'album de Tommy Lee TommyLand : The Ride. Steve Jocz participe à la chanson satirique et caritative Do They Know It's Hallowe'en en tant que chanteur. Écrit par Nick Diamonds (Islands, ex-Unicorns) et Adam Gollner (musicien et également journaliste au New York Times), le disque a été enregistré pour demander au reste du monde de mettre fin à la célèbre soirée américaine d'Halloween. Les bénéfices en seront intégralement reversés à l'Unicef.
Le groupe participe à l'album Killer Queen : A Tribute to Queen, paru en août 2005 chez Hollywood Records. Ce disque rend hommage au groupe Queen et de nombreux jeunes artistes y reprennent les titres du quartet britannique. Sum 41 reprend la chanson Killer Queen. Sum 41 est partenaire du site internet canadien Abolissons la pauvreté (Make Poverty History), on y aperçoit Steve et Cone dans une vidéo pour promouvoir cette action. Plusieurs de leurs titres sont repris à travers la série télévisée Malcolm. Le groupe canadien a aussi collaboré avec le groupe Tenacious D sur le titre Things I Want.
Whibley fait une courte apparition dans le clip I Believe I Can Fly du groupe Me First and the Gimme Gimmes. On le voit en train de chanter devant un micro. Tous les membres de Sum 41, ainsi que ceux de Simple Plan et la chanteuse Avril Lavigne, apparaissent dans le clip Hundred Million People du groupe canadien Treble Charger. Les titres Fat Lip et In Too Deep sont utilisés sur la bande originale du film American Pie 2, le morceau The Hell Song a quant à lui fait partie de celle d'American Pie : Marions-les !. La chanson Still Waiting apparaît dans le jeu Obscure sorti en 2004. On souligne aussi l'apparition de All She's Got, chanson de l'album All Killer, No Filler, dans le jeu Splashdown paru en 2000.
Les morceaux Fat Lip et Makes No Difference font partie de la bande sonore du jeu NHL 2002. On peut également entendre la chanson Noots issue de l'album Chuck dans le film Les 4 Fantastiques. En 2011, la chanson Baby You Don't Wanna Know, présente sur l'album Screaming Bloody Murder, figure sur la bande originale du film Green Lantern. La chanson Makes No Différence présente sur l'album Half Hour of Power est utilisée dans le film American Party On peut entendre la chanson What I Believe, issue du premier EP du groupe, dans le film Eh mec ! Elle est où ma caisse ? sorti en 2000. In Too Deep est également dans le film Treize à la douzaine. On retrouve aussi  We're All To Blame dans le film japonais Godzilla: Final Wars.

## Membres

### Membres
- Deryck Whibley — chant principal, guitare rythmique (1997-2025), clavier (2004-2025), guitare solo, chant secondaire (1996-1998)
- Jason McCaslin — basse, chant secondaire (1999-2025)
- Dave Baksh – guitare solo, chant secondaire (1997-2006 ; 2015-2025)
- Tom Thacker — guitare rythmique et solo, clavier, chant secondaire (2009-2025 ; tournées 2006–2009)
- Frank Zummo – batterie, percussions (2015-2025)

### Membres de tournées
- Tommy Lee – batterie, percussions (2001–2003)
- Matt Whibley – clavier (2011)
- Darrin Pfeiffer – batterie, percussions (2015)

### Anciens membres
- Steve Jocz – batterie, chant secondaire (1996–2013)
- Mark McAdam – chant principal, guitare rythmique (1996);  chant principal, basse (1996–1997); basse, chant secondaire (1997)[18]
- Grant McVittie – basse, chant secondaire (1996, 1996–1997)[19]
- Marc Costanzo – guitare rythmique, chant secondaire (1996); chant principal, guitare rythmique (1996–1997)
- John Nicosia – clavier (1997–1998)
- Jon Marshall – chant principal, guitare rythmique (1997–1998)[20]
- Mark Spicoluk – basse, chant secondaire (1997–1998)
- Richard Roy – basse, chant secondaire (1998)

## Discographie
- 2000 : Half Hour of Power
- 2001 : All Killer, No Filler
- 2002 : Does This Look Infected?
- 2004 : Chuck
- 2007 : Underclass Hero
- 2011 : Screaming Bloody Murder
- 2016 : 13 Voices
- 2019 : Order in Decline
- 2024 : Heaven :x: Hell

## Distinctions

### Récompenses
- 2003 : Juno Award, catégorie Group Of The Year
- 2004 : MtvU Woodie Award, catégorie The Good Woodie
- 2005 : Juno Award, catégorie Rock Album Of The Year pour Chuck
- 2017 : "Alternative Press Music Award", Frank Zummo en tant que Meilleur Batteur
- 2025 : Intronisation au Canadian Music Hall of Fame[21]

### Nominations
- 2003 : Kerang! Award, catégorie meilleur groupe
- 2004 : Indie Award, catégorie groupe de rock préféré
- 2004 : Indie Award, catégorie single préféré pour Still Waiting
- 2004 : Juno Award, catégorie album rock de l'année pour Chuck
- 2004 : Juno Award, catégorie groupe de l'année
- 2005 : Juno Award, catégorie groupe de l'année
- 2005 : MuchMusic Video Award, catégorie groupe canadien préféré pour Pieces
- 2005 : Indie Award, catégorie album rock de l'année pour Chuck
- 2005 : Juno Award, catégorie album rock de l'année pour Chuck
- 2008 : Juno Award, catégorie album rock de l'année pour Underclass Hero
- 2008 : Indie Award, catégorie groupe préféré
- 2012 : Grammy Award, catégorie meilleure performance de rock/metal pour Blood in My Eyes
- 2017 : AP (Alternative Press) Music Award, catégorie meilleur clip pour Fake My Own Death
- 2017 : AP Music Award, catégorie artiste de l'année[22]
- 2025 : Juno Award, catégorie groupe de l'année[23]